# 深日町站

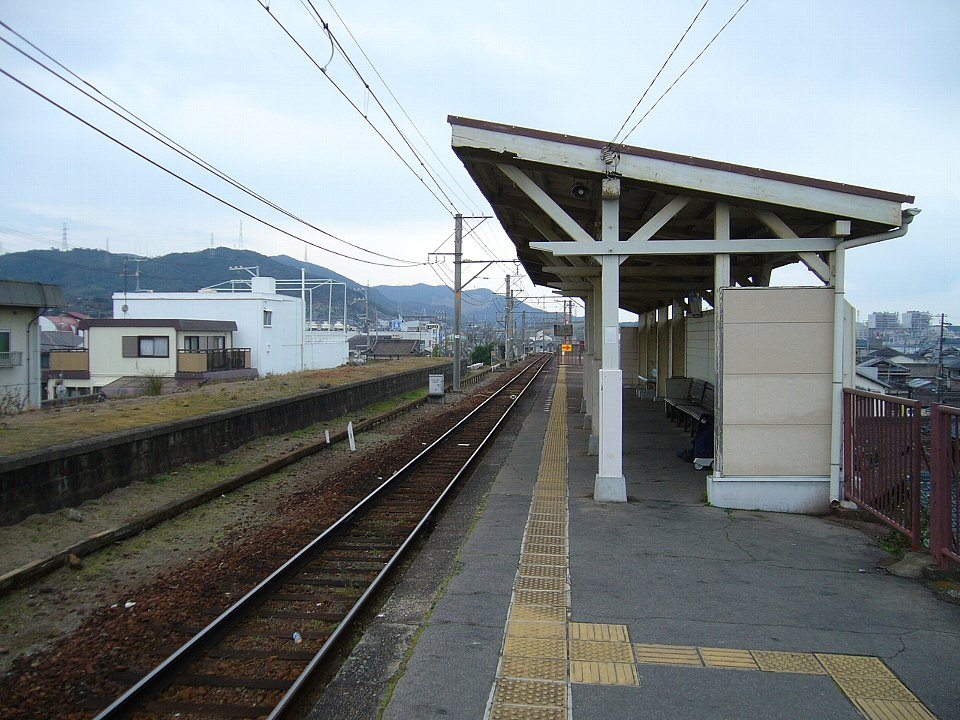
月台

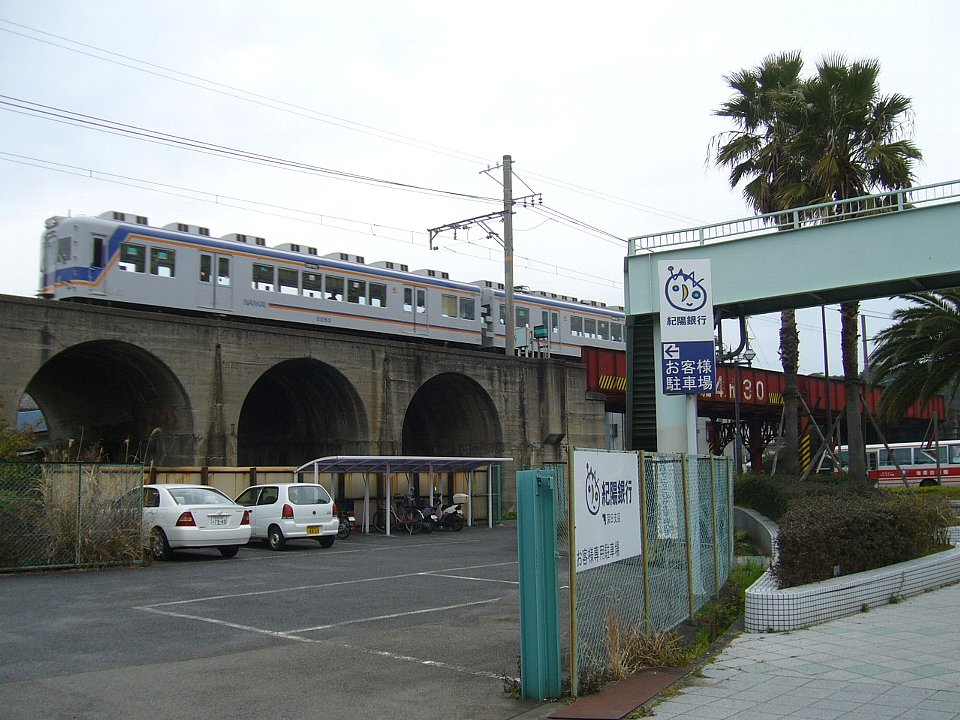
車站大樓對面望向月台 前往多奈川的列車進入此站

深日町站（日语：／ Fukechō eki */?）是位於大阪府泉南郡岬町深日1433番地，南海電氣鐵道（南海）的多奈川線車站。車站編號為NK41-1。

## 歷史
- 1944年（昭和19年）6月1日 - 近畿日本鐵道車站啟用。
- 1947年（昭和22年）6月1日 - 路線轉讓至南海電氣鐵道。

## 車站構造
車站是一座建設路堤上的高架車站，設有1面1線的單式月台。月台位於路軌北邊。多奈川方向和岬公園方向的列車使用同一月台。。隨著直通急行廢止，由於沒有長編成的列車駛入此站，因此月台部分位置加設柵欄。
現時路軌南側設有月台遺址。在月台遺址入口處設有停車場。在岬公園站一方設有越過大阪府道752號和歌山阪南線的鐵橋。此站設有廁所。
車站大樓位於地面上，月台與車站大樓設有樓梯。站前設有小型站前廣場。

## 使用狀況
在2019年度調査結果中，1日的平均上下車人次為488人。在南海所有車站（100座車站）中排名83位。

## 車站周邊
站前設有大阪府道752號和歌山阪南線和大阪府道65號岬加太線相交處，在車站以西的多奈川線區與與府道岬加太線與此站並行。
- 岬深日郵局
- 大桑（日语：オークワ）岬店 在岬町中較大型的商店。

## 相鄰車站
南海電氣鐵道
 多奈川線
深日港（NK41）－深日町（NK41-1）－深日港（NK41-2）

## 注腳
1. ↑  乗降人員｜南海沿線の魅力｜大阪・なんばの交通広告なら株式会社アド南海 （页面存档备份，存于）（日語）

## 外部連結
- 深日町 - 南海電氣鐵道（日語）